# Lupta de la Sâmpetru (1916)
Lupta de la Sâmpetru a fost o acțiune militară de nivel tactic, desfășurată pe Frontul Român, în timpul campaniei din anul 1916 a participării României la Primul Război Mondial. Ea s-a desfășurat în perioada 25 septembrie/8 octombrie 1916 și a avut ca rezultat retragerea forțelor române la est și sud de Brașov, în ea fiind angajate forțe române din Divizia 3 Infanterie, Divizia 4 Infanterie și Divizia 6 Infanterie și forțe ale Puterilor Centrale din Divizia 187 Infanterie germană și Divizia 51 Honvezi ungară. A făcut parte din acțiunile militare care au avut loc în bătălia de la Brașov.:p. 295

## Comandanți

### Comandanți români
- General Marin Niculescu
- General Grigore Simionescu
- General Nicolae Arghirescu

### Comandanți ai Puterilor Centrale
- General Edwin Sunkel
- General Béla Tanárky